# Parasiccia maculata
Parasiccia maculata là một loài bướm đêm thuộc phân họ Arctiinae, họ Erebidae.